# فولاد پوشش‌دار رنگی
فولاد پوشش‌دار رنگی که فولاد گالوانیزه پیش‌رنگ‌آمیزی‌شده (PPGI) هم نامیده می‌شود  به‌طور کلی برای صفحه تشکیل دهنده  رول سقف، سطح ساختاری، مهرزنی و در رسم عمیق استفاده میشود

## روش‌های پوشش‌دار کردن
روکش کردن فولاد (برای محافظت در برابر خوردگی) با روی به روشهای زیر انجام می‌شود:
فلز را داخل روی مذاب فرو می‌بریم.
روی مذاب را بر قطعهٔ فولادی می‌پاشیم.
فولاد را در پودر داغ روی وارد کرده پوشش می‌دهیم.
از الکترولیز استفاده می‌کنیم.
در روش فروبردن در فلز مذاب، فولاد را با حمام کردن در اسید تمیز می‌کنند، آن گاه در روی مذاب یا آلیاژ مذاب آهن و روی، فرو می‌برند. روکش روی به عنوان مرزی فیزیکی بین فولاد و محیط آن عمل کرده و از آن محافظت می‌کند و اگر خراش بر دارد، روی خورده می‌شود و فولاد سالم می‌ماند.
آلیاژ آهن و روی سطح بهتری برای رنگ کردن یا جوش کاری ایجاد می‌کند. دوام فولاد روکش دار به ضخامت روکش استاندارد:۲۷۰گرم بر متر مربع یعنی ۱۳۷/۵ در هر رو، و محیط بستگی دارد. موقعیت ساحلی و محیط‌های صنعتی که ترکیبات نمکی و دی اکسید گوگرد بالایی در هوای آن‌ها وجود دارد می‌توانند پوسیدگی سریعی ایجد کنند.
قلیاییهای موجود در سیمان، قیر و ملات‌های آهکی روکش دار، روی را می‌خورند، ولی در حالت خشک، خوردگی آرام است، در هر حال کلرید کلسیم که به عنوان زود گیر به ملاتها اضافه می‌شود بسیار خورنده  است و باید به میزان کم استفاده شود.

## فولاد با پوشش آلومینیم-روی
این فولاد با پوششی متشکل از۵۵ در صد آلومینیم و ۵/۴۳ درصد روی و ۵/۱ درصد سیلیسیم بادوام تر از فولاد پوشیده شده با همان ضخامت از روی خالص است و می‌توان آن را بدون محافظت بیشتر در محیط‌های معمولی استفاده کرد. این آلیاژ به عنوان زیرسازی برای بعضی پوشش‌های ارگانیک استفاده می‌شود.

## فولاد با پوشش حلب سربی و فولاد با روکش سرب
سرب و حلب سربی، آلیاژی از سرب و قلع به عنوان سطوح نهایی برای فولاد و فولاد ضد زنگ برای کارهای روکش کاری و سقف سازی استفاده می‌شوند. این فولادها نسبت به پیل‌های دو قطبی مقاوم است و می‌توان آن‌ها را در تماس با سرب، مس، آلومینیم یا روی  به کار برد. جابجایی (انقباض و انبساط) گرمایی آن مانند فولاد ضد زنگ است و می‌توان قطعاتی تا ۹ متر طول را برای سقف یا روکش کاری استفاده کرد.
همچنین برای پوشش نهایی سقف مناسب است. بخاطر مقاومت فولاد ورق را می‌توان برای قسمت‌های خود ایستایی افقی، پوشش زیرین سازه‌ها، آب روها و قطعات تا شده بکار برد.

## فولاد پوشیده شده با مواد آلی
مدرن‌ترین روکشها، پوشش های آلی گرما چسب با تنوع رنگی است؛ پلاستیک ها p.v.c (پوشش رنگی)، پلی وینیل فلوراید (p.v.f۲)، پلی استرها و فیلم p.v.c (استلوتیت) از جمله آنهاست. از میان اینها، پلاستیک p.v.c در حال حاضر بیشتر بازار روکاری و سقف را به خود اختصاص داده‌است.

## پوشش پلاستیک  p.v.c
پلاستیک  p.v.cرا روی فولاد پوشیده شده با روی_آلومینیوم استفاده می‌کنند؛ سطح پایانی آن درشت دانه، زمخت و چرب مانند است و در رنگهای متنوعی وجود دارد، هرچند رنگهای مات برای پوشش سقف پیشنهاد می‌شوند. طرف دیگر معمولاً با یک مادهٔ ضد خوردگی پوشیده می‌شود و پرداخت آن پلی استر است، لبته P.V.C برای محیطهای بسیار شیمیایی نی مناسب است. برای شرایط غیر دریایی با دوام‌ترین رنگها، دوامی حدود ۲۰ سال خواهند داشت. رنگهای تند و براق در مکانهای ساحلی عمر کمتری دارند.

## پوشش P.V.F۲
که یک فلوئورو کربن خنثی است، به صورت پوشش‌های با ضخامت ۰۲۷/۰ میلی‌متر بر روی فولاد گالوانیزه بکار می‌رود. دوام رنگ آن در دمای زیر ۱۲۰ درجه سانتی گراد بالاست و برای استفاده در هر جایی مناسب است. سطح نهایی صاف است و به راحتی تمیز می‌شود.

## پوشش پلی استر
فولاد گالوانیزه با پوشش پلی استر سیلیسیم، تولیدات اقتصادی هستند ولی در مکان‌های غیر سخت عمر میان مدت دارند.
در استفادهٔ خارجی تا ده سال به تعمیر و نگهداری نیازی نیست ولی این پوششها برای داخل مناسب ترند. از آن‌ها نباید در مکانهای دریایی یا داغ و مرطوب استفاده کرد.

## لعاب
فولادهای پوشیده شده بالعاب، نور را به خوبی بازتاب می‌دهند و برای داخل مناسبند و به صورت تایل برای سقف‌های کاذب و روکش دیوارها استفاده می‌شوند. این پوشش معمولاً با آهن پوشیده شده با آلیاژ روی-آلومینیم (به طریقهٔ غرق در مذاب) اضافه می‌شود و تمیز کردن آن راحت است.